# Neodexiopsis lineata
Neodexiopsis lineata är en tvåvingeart som först beskrevs av Stein 1904.  Neodexiopsis lineata ingår i släktet Neodexiopsis och familjen husflugor.
Artens utbredningsområde är Colombia. Inga underarter finns listade i Catalogue of Life.